# Устанак Кометопула
Устанак Кометопула је настао као реакција на окрутну управу Византијског царства у Македонији након освајања Бугарског царства 971. године.
На челу устанка нашла су се четири сина војводе-комите Николе тзв. Кометопули: Давид, Арон, Мојсије и Самуило. Током побуне у борби су погинули Давид (убили су га македонски Власи на планинама између Преспе и Костура) и Мојсије (приликом напада на Сер), док су Арон и Самуило успели да протерају Византинце из Македоније. Међу браћом је дошло до неслагања око наставка деловања јер је Арон био за постизање споразума са царем Василијем II, док је Самуило био за независност државе, које се окончало Ароновом смрћу по Самуиловој наредби. Подизање побуне чији је циљ било стварање словенског царства позивајући се на традиције првог бугарског царства привукла је 979. године устанку некадашње бугарске принчеве Бориса и Романа који су живели у Цариграду. Током пута Борис је убијен, јер су га Бугари због грчке одеће заменили за Византинца, међутим Роман је стигао до Видина, али није наишао на одушевљење народа. Самуило му није предао власт иако је он на њу полагао право, тако да се Роман највероватније морао задовољити положајем намесника у Скопљу.

## Увод
Успостављена равнотежа између Бугарске и Византије након Симеонове смрти постепено се мења у корист Византије. Цар Нићифор Фока (963–969) одбио је да Бугарима плаћа данак што је довело до новог рата. Византијски цар против Бугара позива кијевског кнеза Свјатослава како би сам могао ратовати против Арабљана на истоку. Руски кнез је збацио бугарског цара Бориса II (Петровог наследника) и привремено заузео територију Првог бугарског царства. Показало се да Свјатослав овај рат води за свој рачун, а не као византијски помоћник. Нови византијски цар, Јован Цимискије (969–976) покренуо је 971. године рат против Свјатослава. Кијевски кнез потпуно је потиснут са Балкана. Цимискије је заузео некадашње бугарске територије. Након смрти Јована Цимискија, у Македонији, једном делу некадашњег Симеоновог царства, избио је устанак Кометопула, синова комеса Николе, локалног властодршца у области Преспе и Охрида. Једини преживели Кометопул, Самуило, прогласио се за цара и, користећи се заузетошћу новог византијског цара Василија (976–1025), проширио територију своје државе на Македонију, Тесалију и Епир, старе бугарске земље (између планине Балкан и Дунава) и територије на западу до Београда и Сирмија.

### Кометопули
Устанике су предводила четворица синова комеса Николе – Давид, Мојсије, Арон и Самуило. Петрови синови су након Јованове смрти побегли у Бугарску. Борис је погођен стрелом при преласку бугарске границе (био је прерушен у византијску одећу). Роман је преузео власт, али су формалну власт имали Кометопули. Двојица најстарије браће, Давид и Мојсије, убрзо су погинули (обојица 976.), а Арона је, заједно са целом породицом, због тога што је желео мир са Ромејима или због тога што је желео сву власт за себе, убио брат Самуило. Ароновог сина Јована Владислава спасао је Самуилов син Гаврило Радомир. Самуило је тако постао једини стварни владар целе Бугарске.

## Успон цара Самуила
Искористивши то што је ромејска војска заузета ратовима на истоку против Варде Склира, Самуило је опустошио Македонију, Тракију, Солун, Тесалију, Хеладу и Пелопонез. Најзначајнија тврђава коју је освојио била је Лариса из које је у Преспу (где је био његов дворац) пренео мошти светог Ахилија, епископа Ларисе из времена Константина Великог. Цар Василије је, окончавши рат са Склиром, лично покренуо војску на Балкан. Намеравао је да предузме опсаду Сердике. Самуило је држао врхове околних брда страховавши од отвореног сукоба. Међутим, тада су се јавиле гласине да се у Цариграду спрема државни удар. Василије је наредио повлачење. На ту вест Самуило одједном нападе са брда и растера Ромеје у бекство заузевши њихов логор. Цар се једва успео спасити и побећи у Филипопољ. Тамо је сазнао да су гласине о државном удару лажне (986).
Пошто се ослободио грађанских ратова, Василије је поново покренуо поход на Самуила. Спустио се у Солун и тамо одао захвалност великомученику Димитрију, а у граду је као команданта оставио Григорија Таронита. Сам се вратио у Цариград. У борбама је заробљен Таронитов син Ашота, а сам Таронит је страдао у покушају да га ослободи. Нови архонт Солуна постао је Нићифор Уран. Самуило се занео победом над Таронитом те је продро са војском чак до Пелопонеза. Уран му је поставио заседу на реци Спрехеји и нанео му велики пораз (први кога је Самуило претрпео). Са великим пленом се вратио у Солун. Вративши се кући, Самуило је своју ћерку (Мирославу) удао за Ашота. Мирослава се заљубила у Таронитовог сина и претила је да ће се убити уколико га Самуило не ослободи. Ашот је убедио Мирославу да пређе на страну Византије.

## Тријумф Византије
Самуило је 1004. године претрпео пораз од византијског цара који заузима Видин и Скопље. Период рата од 1005. до 1014. године Скилица описује само површно, а и остали писци дају врло мало података о њему. Василије је сваке године предузимао походе на Бугарску и тиме слабио Самуила. Бугарски цар, не могавши да му се супротстави, одлучи да ископаним јарцима и подигнутим оградама загради улаз у Бугарску (1014). Стратег Филипопоља, Нићифор Ксифија, заобиђе високу планину Беласицу и нађе се Бугарима иза леђа. У бици која је уследила многи Бугари су убијени, а самог Самуила је од смрти спасао син који га је поставио на коња и одвео у Прилеп. Василије је заробљеницима извадио очи, а сваком стотом непријатељу оставио је по једно око. Тако ослепљену војску послао је Самуилу у Прилеп. Видевши своју војску ослепљену, Самуило је добио срчани напад од кога је умро после неколико дана. Власт над Бугарима преузео је Гаврило Радомир. Гаврила је након мање од годину дана убио Јован Владислав, Аронов син, у лову.
Пре тога, византијски војсковођа Теофилакт Вотанијат наноси пораз Бугарима под Несторицом у бици код Солуна. Василије је за то време освојио Прилеп и Штип и вратио се у Солун где му је Гаврило Радомир послао неког једноруког Ромеја као изасланика обећавши своју покорност и потчињеност. Цар му није поверовао већ је послао Нићифора Ксифију и Константина Диогена који заузеше тврђаву Моглен. Убрзо је Јован Владислав убио Гаврила и послао једноруког Ромеја са задатком да склопи мир. Василије му није поверовао већ је напао Бугарску и освојио Охрид. За то време је Јован Владислав убио дукљанског владара Јована Владимира. Погинуо је 1019. године приликом опсаде Драча. Василије је у Охриду дочекао жену Јована Владислава, Марију, која се, заједно са три сина и неколико кћери, предала Византинцима. Тројица Владиславових синова су једно време пружали отпор, али су се на крају и они предали цару.
Након смрти Јована Владислава, Василије је потчинио целу Бугарску. Хрвати су признали врховну власт цара. Отпор је пружао једино Сермон, владар Сирмијума. Њега је војсковођа Константин Диоген на превару убио на састанку на реци Сави. Потом је добио функцију стратега Сирмијума. Освајањем Сирмијума окончан је устанак Кометопула.

## Значајније битке у рату
| Слика                                     | Име битке                  | Датум           | Заповедник византијске војске             | Заповедник словенске војске | Јачина византијске војске | Јачина словенске војске | Византијски губици | Словенски губици          | Резултат                                   |
| ----------------------------------------- | -------------------------- | --------------- | ----------------------------------------- | --------------------------- | ------------------------- | ----------------------- | ------------------ | ------------------------- | ------------------------------------------ |
| Битка код Трајанових врата                | Битка код Трајанових врата | 17. август 986. | Василије II Бугароубица                   | Самуило                     | 30.000                    | непознато               | тешки              | лаки                      | словенска победа                           |
| Смрт Георгија Таронита, Скиличина хроника | Битка код Солуна           | 995. или раније | Георгије Таронит † Ашот Таронит           | Самуило                     | непозната                 | непозната               | тешки              | лаки                      | словенска победа                           |
|                                           | Битка код Спрехија         | 16. јул 997.    | Нићифор Уран                              | Самуило Гаврило Радомир     | непознато                 | непознато               | непознато          | 12.000 заробљених         | византијска победа                         |
|                                           | Битка код Скопља           | 1004.           | Василије II Бугароубица                   | Самуило                     | непозната                 | непозната               | непознати          | непознати                 | византијска победа                         |
| Зидине Солуна                             | Битка код Солуна           | лето 1004.      | Јонас Халдус                              | Самуило                     | непознато                 | непознато               | непознато          | непознато                 | словенска победа                           |
|                                           | Битка код Крете            | 1009.           | Василије II Бугароубица                   | Самуило                     | непозната                 | непозната               | непознати          | непознати                 | византијска победа                         |
|                                           | Битка код Солуна           | јул 1014.       | Теофилакт Вотанијат                       | Несторица                   | непознато                 | непознато               | непознато          | тешки                     | византијска победа                         |
|                                           | Битка на Беласици          | 29. јул 1014.   | Василије II Бугароубица Нићифор Ксифија   | Самуило Гаврило Радомир     | непознато                 | око 20.000              | лаки               | 15.000 људи               | византијска победа                         |
|                                           | Битка код Битоља           | лето 1015.      | Георгије Гоницијат                        | Ивац                        | непознато                 | непознато               | тешки              | непознато                 | словенска победа                           |
|                                           | Битка код Сетина           | јесен 1017.     | Василије II Бугароубица Константин Диоген | Јован Владислав             | непознато                 | непознато               | непознати          | непознати, 200 заробљених | византијска победа                         |
|                                           | Битка код Драча            | фебруар 1018.   | Никита Погонат                            | Јован Владислав             | непознато                 | непознато               | непознати          | непознати                 | византијска победа, смрт Јована Владислава |

## Србија током устанка Кометопула
Самуилова држава обухватала је и бившу тему Македонију и катепанат са центром у Расу. На правцу његовог надирања нашао се Драч, кнежевина Дукља, Котор, Дубровник и Далмација. На челу Дукље се у то време налазио Јован Владимир који је био потчињен византијском цару. Он је Самуилу пружио отпор, али је приморан да постане његов вазал чијом се ћерком оженио. Животни пут Јована Владимира прекинут је убиством по наређењу узурпатора престола Самуиловог наследника, Јована Владислава. Јован Скилица је забележио да је Јован Владимир владао „Трималијом и оближњим областима Србије“. Срби се у византијским изворима често изједначују са Трибалима што је поуздан доказ да је Јован Владимир владао српским народом. Постојање српске државе у доба Самуила није било могуће. Снажан политички утицај над српским земљама у Приморју имале су теме Драч и Далмација. Василије је образовао нове теме по реокупацији Балканског полуострва 1018. године.
Извори сведоче да су бан Босне, жупан Рашке и кнез Захумља средином прве половине 11. века били савезници Византије у борби против Дукље. После 1018. године, дакле, Захумље, Дукља и Рашка биле су државе са сопственим владарима у вазалном односу према Византијском царству.

## Последице
Новоосвојене области подељене су на теме. Образоване су две велике теме: Паристрион (Парадухавон, са седиштем у Силистрији) и Бугарска (некадашња област Самуловог царства без старих бугарских територија; седиште у Скопљу). Вероватно је постојала и тема Сирмиј (са центром најпре у Сирмију, а касније у Београду) на чије чело је 1018. године постављен Константин Диоген који је на превару убио последњег македонског намесника Сирмија. Знатно сложенији проблем представља постојање тзв. теме Србије коју је Василије наводно основао после реокупације Балкана. У изворима се чак три пута спомињу заповедници Србије са рангом стратега. Стратег Србије помиње се и на два печата чија је аутентичност несумњива. Први је припадао Константину, дуксу Солуна, Бугарске и Србије, а други Константину Диогену, управника Сирмија. Трећа индиција повезана је са извесним Љутовидом, стратегом Србије и Захумља; историјском личношћу из прве половине 11. века, иначе захумским кнезом.

## Галерија
- Самуило
- Василије II Бугароубица
- Свјатослав и Јован Цимискије
- Самуилова тврђава у Преспи
- Смрт солунског намесника Григорија Таронита код Солуна 995. године
- Пораз Самуила на Спрехију
- Одлучујући пораз Самуила на Беласици 1014. године